# Hyperloop

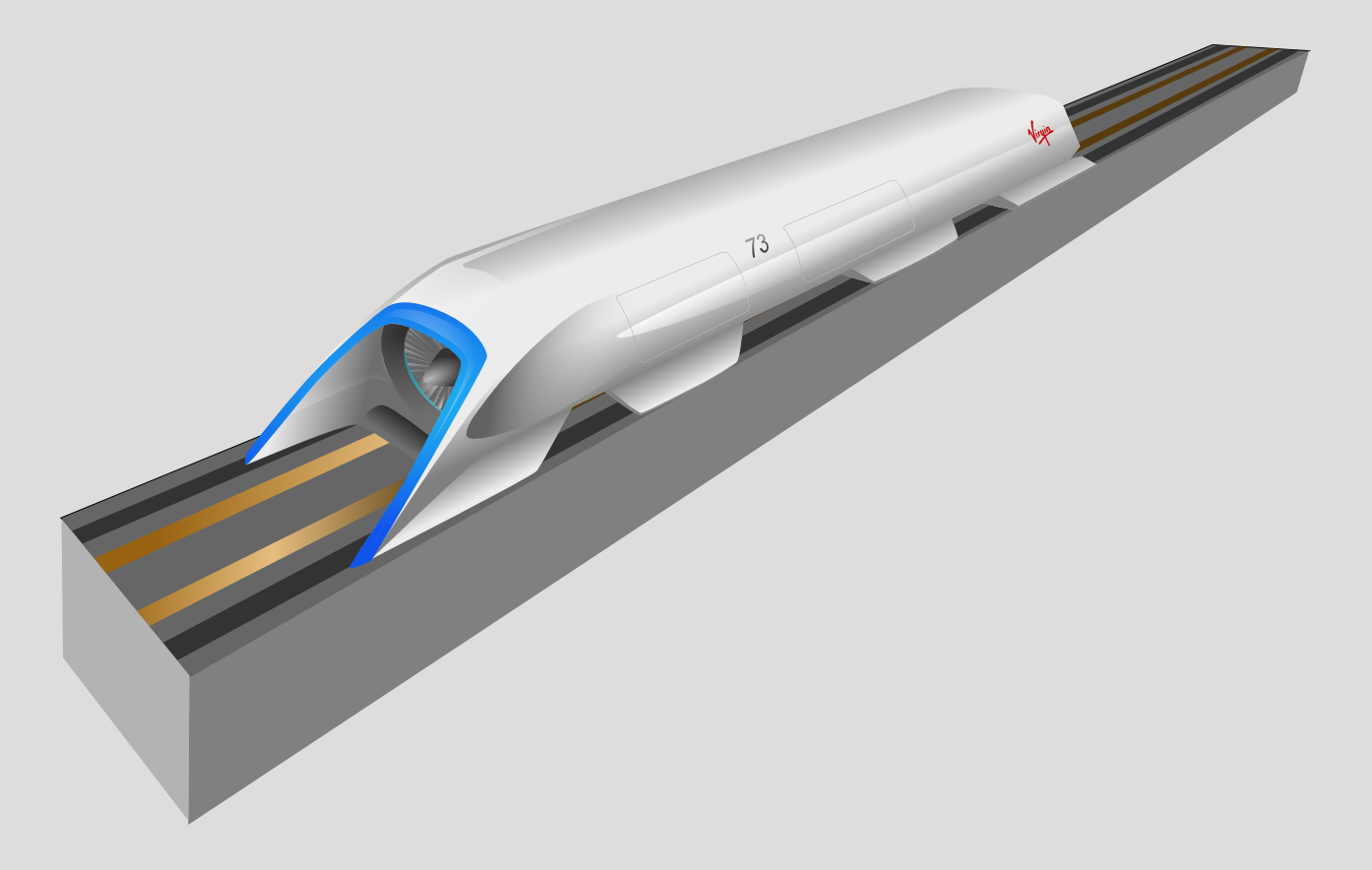
Arte conceitual do funcionamento interno do Hyperloop

Hyperloop é uma proposta de sistema de transporte de passageiros e/ou carga, apresentada pelo empreendedor Elon Musk em um artigo científico de 2013. Baseando-se fortemente no vactrain de Robert Goddard, um hyperloop é um tubo ou sistema selado de tubos através do qual uma cápsula pode viajar livre de resistência ao ar ou atrito transportando pessoas ou objetos em alta velocidade, sendo muito eficiente, reduzindo drasticamente os tempos de viagem em médio alcance distâncias.
A versão do conceito de Elon Musk, mencionada publicamente pela primeira vez em 2012, incorporava tubos de pressão reduzida nos quais as cápsulas pressurizadas montam sobre rolamentos de ar acionados por motores de indução linear e compressores axiais.
O conceito Hyperloop Alpha foi publicado pela primeira vez em agosto de 2013, propondo e examinando uma rota que iria da região de Los Angeles até a área da baía de São Francisco, seguindo aproximadamente o corredor da Interestadual 5. O artigo Hyperloop Genesis concebeu um sistema hyperloop que impulsionaria os passageiros ao longo da rota de 560 km a uma velocidade de 1.200 km/h, permitindo um tempo de viagem de 35 minutos, que é consideravelmente mais rápido do que tempos atuais de transporte ferroviário ou aéreo. As estimativas preliminares de custos para essa rota sugerida para LA-SF foram incluídas no white paper - US $ 6 bilhões para uma versão apenas para passageiros e US $ 7,5 bilhões para uma versão de diâmetro um pouco maior transportando passageiros e veículos - embora os analistas de transporte tivessem duvida que o sistema pudesse ser construído com base nesse orçamento; alguns analistas alegaram que o Hyperloop teria um orçamento de vários bilhões de dólares, levando em consideração os custos de construção, desenvolvimento e operação. O conceito Hyperloop foi explicitamente "de código aberto" por Musk e SpaceX, e outros foram incentivados a pegar as ideias e desenvolvê-las ainda mais. Para esse fim, algumas empresas foram formadas e várias equipes interdisciplinares lideradas por estudantes estão trabalhando para aprimorar a tecnologia.
A SpaceX construiu uma pista de subescala de aproximadamente 1,6 km para sua competição de design de vagens em sua sede em Hawthorne, Califórnia. Alguns especialistas são céticos, dizendo que as propostas ignoram os custos e riscos do desenvolvimento da tecnologia e que a ideia é "completamente impraticável". Também foram feitas alegações de que o Hyperloop é muito suscetível à interrupção por falta de energia ou ataques terroristas para ser considerado seguro.
Em 2022 a Virgin Hyperloop, despediu 111 pessoas, quase metade do seu pessoal, como resultado da empresa ter praticamente abandonado as ideias dos transportes de passageiros, passando a focar-se exclusivamente no transporte de carga.

A empresa foi encerrada em 2023, liquidou os seus ativos, encerrando operações em seus escritórios e demitindo funcionários.
Toda sua propriedade intelectual foi transferida para seu principal acionista, o operador portuário de Dubai, DP World.

## Historia
A ideia geral de trens ou outros transportes que viajam através de tubos evacuados remonta a mais de um século, embora a ferrovia atmosférica nunca tenha sido um sucesso comercial.
Musk mencionou pela primeira vez que estava pensando em um conceito para um "quinto modo de transporte", chamado Hyperloop, em julho de 2012, em um evento PandoDaily em Santa Monica, Califórnia. Esse modo de transporte hipotético de alta velocidade teria as seguintes características: imunidade ao clima, livre de colisão, duas vezes a velocidade de um avião, baixo consumo de energia e armazenamento de energia para operações de 24 horas. O nome Hyperloop foi escolhido porque iria em um loop. Musk prevê que as versões mais avançadas serão capazes de ir à velocidade hipersônica. Em maio de 2013, Musk comparou o Hyperloop a um "cruzamento entre um Concorde e uma railgun e uma mesa de air hockey".
Do final de 2012 até agosto de 2013, um grupo de engenheiros da Tesla e da SpaceX trabalhou na modelagem conceitual do Hyperloop. Um projeto inicial de sistema foi publicado nos blogs Tesla e SpaceX, que descreve um projeto, função, caminho e custo em potencial de um sistema hyperloop. De acordo com o design alfa, os pods acelerariam gradualmente para a velocidade de cruzeiro usando um motor elétrico linear e deslizariam acima de sua pista em rolamentos de ar através de tubos acima do solo em colunas ou abaixo do solo em túneis para evitar os perigos de passagens de nível. Um sistema hyperloop ideal será mais eficiente em termos energéticos, silencioso e autônomo do que os modos de transporte de massa existentes. Musk também convidou comentários para "ver se as pessoas podem encontrar maneiras de melhorá-lo". O Hyperloop Alpha foi lançado como um design de código aberto. A marca nominativa "HYPERLOOP", aplicável ao "transporte de alta velocidade de mercadorias em tubos", foi emitida para a SpaceX em 4 de abril de 2017.
Em junho de 2015, a SpaceX anunciou que construiria uma pista de teste de 1,6 km para ser localizada ao lado da instalação Hawthorne da SpaceX. A pista seria usada para testar projetos de pods fornecidos por terceiros na competição.
Em novembro de 2015, com várias empresas comerciais e dezenas de equipes de estudantes buscando o desenvolvimento das tecnologias Hyperloop, o Wall Street Journal afirmou que "O Movimento Hyperloop", como alguns de seus membros não afiliados se referem, é oficialmente maior do que o homem que começou ".
A equipe do MIT Hyperloop desenvolveu o primeiro protótipo do Hyperloop pod, que eles revelaram no Museu do MIT em 13 de maio de 2016. Seu design usa suspensão eletrodinâmica para levitação e frenagem por corrente de Foucault.
Em 29 de janeiro de 2017, aproximadamente um ano após a fase um da competição do Hyperloop, o MIT Hyperloop demonstrou a primeira corrida de Hyperloop de baixa pressão do mundo. Nesta primeira competição, a equipe da Universidade de Delft, na Holanda, obteve a maior pontuação geral da competição. Os prêmios para o "pod mais rápido" e o "melhor desempenho em voo" foram conquistados pela equipe TUM Hyperloop (anteriormente conhecida como WARR Hyperloop) da Universidade Técnica de Munique (TUM), Alemanha. A equipe do Instituto de Tecnologia de Massachusetts (MIT) ficou em terceiro lugar a competição, julgada pelos engenheiros da SpaceX.
A segunda competição de pods Hyperloop ocorreu de 25 a 27 de agosto de 2017. O único critério de julgamento é a velocidade máxima, desde que seja seguido por uma desaceleração bem-sucedida. O TUM Hyperloop da Universidade Técnica de Munique venceu a competição alcançando uma velocidade máxima de 324 km/h (201 mph) e, portanto, quebrando o recorde anterior de 310 km/h para protótipos de hyperloop definidos pelo Hyperloop One.

## Teoria e Operação

Impressão artística de uma cápsula Hyperloop: compressor axial na frente, compartimento do passageiro no meio, compartimento da bateria na parte traseira e esquis com rodízios na parte inferior.

Historicamente, os desenvolvimentos no trilho de alta velocidade foram impedidos pelas dificuldades no gerenciamento do atrito e da resistência do ar, que são importantes quando os veículos se aproximam de altas velocidades. O conceito de vactrain elimina teoricamente esses obstáculos empregando trens levitando magneticamente em tubos evacuados (sem ar) ou parcialmente evacuados, permitindo velocidades de milhares de quilômetros por hora. No entanto, o alto custo do maglev e a dificuldade de manter o vácuo em grandes distâncias impediram que esse tipo de sistema fosse construído. O Hyperloop se assemelha a um sistema de trem de vácuo, mas opera com aproximadamente um milibar de pressão.

### Design de Conceito Inicial

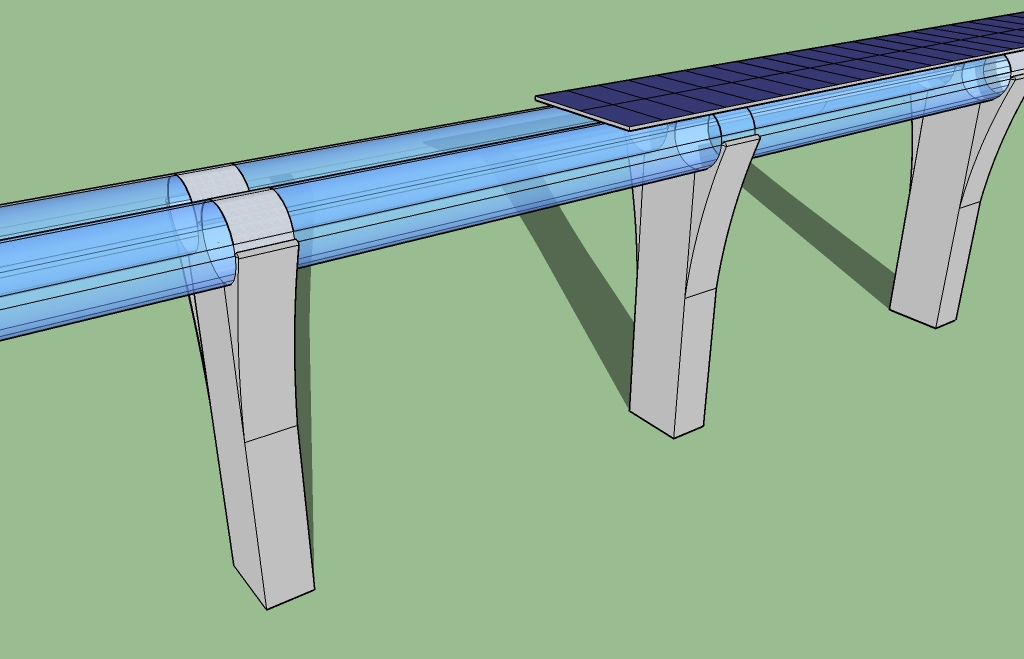
Um espoço em 3D da infraestrutura dos tubos Hyperloop. Os tubos de metal estão transparentes nesta imagem.

O conceito Hyperloop opera enviando cápsulas especialmente projetadas através de um tubo de aço mantido sob vácuo parcial. No conceito original de Musk, cada cápsula flutua em uma camada de 0,5–1,3 mm fornecida sob pressão para "esquis" de fundição a ar, semelhante à forma como os discos são levitados acima de uma mesa de air hockey, permitindo ainda mais rápido velocidades que as rodas podem suportar. A tecnologia do Hyperloop One usa maglev passiva para a mesma finalidade. Motores de indução linear localizados ao longo do tubo acelerariam e desacelerariam a cápsula para a velocidade apropriada para cada seção da rota do tubo. Com a resistência ao rolamento eliminada e a resistência ao ar bastante reduzida, as cápsulas podem planar durante a maior parte da jornada. No conceito Hyperloop original de Musk, um ventilador de entrada acionado eletricamente e um compressor axial seriam colocados no nariz da cápsula para "transferir ativamente o ar de alta pressão da frente para a traseira do navio", resolvendo o problema da construção da pressão do ar frente do veículo, diminuindo a velocidade. Uma fração do ar é desviada para os esquis para obter pressão adicional, aumentando o ganho passivo da sustentação devido à sua forma. O sistema Hyperloop One acaba com o compressor.
No conceito de nível alfa, as cápsulas apenas para passageiros devem ter 2,23 m de diâmetro e projetados para atingir uma velocidade máxima de 1.220 km / h para manter a eficiência aerodinâmica. O projeto propõe que os passageiros experimentem uma aceleração inercial máxima de 0,5 g, cerca de 2 ou 3 vezes a de um avião comercial na decolagem e aterrissagem.

### Rotas Propostas

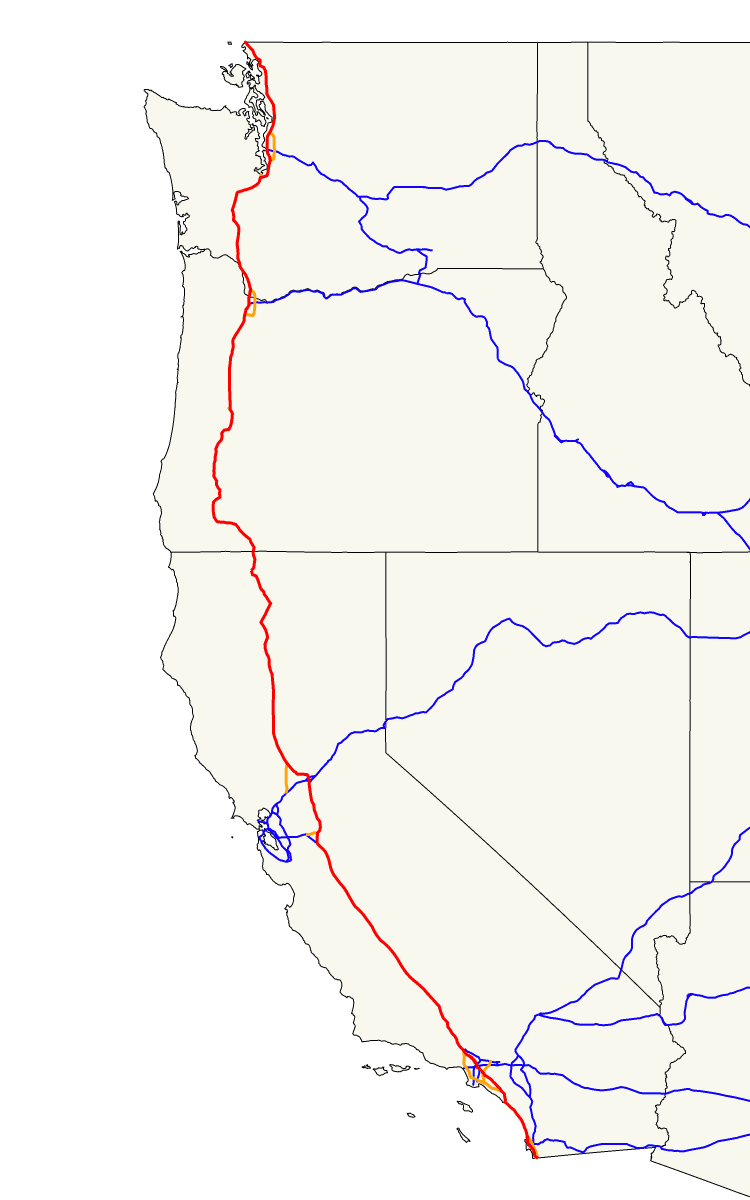
Interestadual 5 (EUA)

Um número de rotas foi proposto para os sistemas Hyperloop que atendem às condições de distância aproximadas para as quais um Hyperloop tem a hipótese de fornecer tempos de transporte aprimorados. As propostas de rota variam de especulações descritas em releases da empresa a casos de negócios e contratos assinados.
EUA
A rota sugerida no documento de design em nível alfa de 2013 foi da área da Grande Los Angeles para a área da baía de São Francisco. Esse sistema conceitual começaria em torno de Sylmar, ao sul do Tejon Pass, seguiria a Interestadual 5 ao norte e chegaria perto de Hayward, no lado leste da Baía de São Francisco. Várias ramificações propostas também foram mostradas no documento de design, incluindo Sacramento, Anaheim, San Diego e Las Vegas.
Nenhum trabalho foi realizado na rota proposta no design alfa de Musk; Um dos motivos citados é que ele terminaria à margem das duas principais áreas metropolitanas (Los Angeles e San Francisco), resultando em significativa economia de custos na construção, mas exigindo que os passageiros que viajassem de e para o centro de Los Angeles e San Francisco e qualquer outra comunidade além de Sylmar e Hayward, para transferir para outro modo de transporte para chegar ao seu destino final. Isso aumentaria significativamente o tempo total de viagem para esses destinos.
Um problema semelhante já afeta as viagens aéreas atuais, nas quais em rotas curtas (como LAX-SFO) o tempo de voo é apenas uma parte bastante pequena do tempo de viagem porta a porta. Os críticos argumentaram que isso reduziria significativamente o custo proposto e/ou a economia de tempo do Hyperloop em comparação ao projeto ferroviário de alta velocidade da Califórnia, que servirá estações do centro de São Francisco e Los Angeles. Estima-se que os passageiros que viajam de centro financeiro para centro financeiro economizem cerca de duas horas ao pegar o Hyperloop em vez de percorrer toda a distância.
Outros questionaram as projeções de custos para a rota sugerida na Califórnia. Alguns engenheiros de transporte argumentaram em 2013 que consideraram as estimativas de custo de projeto no nível alfa irrealisticamente baixas, dada a escala de construção e a dependência de tecnologia não comprovada. A viabilidade tecnológica e econômica da ideia não está comprovada e é objeto de um debate significativo.
Em novembro de 2017, a Arrivo anunciou um plano para um sistema de transporte automóvel de Aurora, no Colorado, para o Aeroporto Internacional de Denver, a primeira etapa de um sistema do centro de Denver. Seu contrato descreve a conclusão da primeira etapa em 2021. Em fevereiro de 2018, a Hyperloop Transportation Technologies anunciou um plano semelhante para um loop que liga Chicago e Cleveland e um loop que liga Washington e Nova York.
Em 2018, a Missouri Hyperloop Coalition foi formada entre a Virgin Hyperloop One, a Universidade do Missouri e a empresa de engenharia Black & Veatch para estudar uma rota proposta que liga St. Louis, Columbia e Kansas City.
Em 19 de dezembro de 2018, Elon Musk inaugurou um túnel de 3 km abaixo de Los Angeles. Na apresentação, um Tesla Model X dirigiu na pista predefinida. Segundo Musk, os custos do sistema são de US$ 10 milhões.
A Agência de Coordenação da Região Nordeste de Ohio, ou NOACA, firmou parceria com a Hyperloop Transportation Technologies para conduzir um estudo de viabilidade de US $ 1,3 milhão para o desenvolvimento de uma rota de corredor Hyperloop de Chicago a Cleveland e Pittsburgh para o primeiro sistema multiestado de hiperloops da América na região dos Grandes Lagos. Centenas de milhares de dólares já foram comprometidos com o projeto. O Conselho de Administração da NOACA concedeu um contrato de 550.029 dólares (Aproximadamente à Transportation Economics & Management Systems, Inc. (TEMS) para o Estudo de Viabilidade do Hyperloop dos Grandes Lagos para avaliar a viabilidade de um sistema de transporte de passageiros e carga Hyperloop de alta velocidade, ligando inicialmente Cleveland e Chicago.
Índia
A Hyperloop Transportation Technologies está em processo de assinar uma carta de intenções com o governo indiano para uma rota proposta entre Chennai e Bengaluru. Se tudo correr como planejado, a distância de 345 km poderá ser percorrida em 30 minutos. A HTT também assinou um acordo com o governo de Andhra Pradesh para construir o primeiro projeto Hyperloop da Índia, conectando Amaravathi a Vijayawada em uma viagem de 6 minutos.